# Flugplatz Terlet

i8
i11
i13
Der  Flugplatz Terlet (niederländisch: Vliegveld Terlet;  ICAO-Code: EHTL) ist ein öffentlicher Flughafen, 5 km nördlich von Arnheim in der Provinz Gelderland in den Niederlanden. Er befindet sich auf 84 m Seehöhe.

## Geschichte
Das Vliegveld Terlet wurde im Jahr 1930 im Terlet-Moor als Teil der Königlich Niederländischen Vereinigung für Luftfahrt (niederländisch: Koninklijke Nederlandse Vereniging voor Luchtvaart) KNVvL gegründet. Der Flugplatz ist ausschließlich für Segelflugzeuge vorgesehen. Das Terlet Glider Centre liegt nördlich der Stadt Arnheim, an der Autobahn A-50 zwischen Arnheim und Apeldoorn, in der Provinz Gelderland in den Niederlanden. Der Flugplatz wird ausschließlich für (Motor-)Segelflugzeuge genutzt und ist Eigentum der Stichting Nationaal Zweefvliegcentrum Terlet (SNZT). Die Stichting Zweefvliegers Terlet ist mit über 450 Teilnehmern der Hauptnutzer des Feldes. Weitere Nutzer sind der Delftsche Studenten Aeroclub und der ursprüngliche Erstnutzer des Flugplatzes, der Gelderse Zweefvliegclub (seit 1932). Der Flugplatz verfügt außerdem über eine eingetragene Flugschule für Motorsegler.